# 渡辺保 (歴史学者)
渡辺 保（わたなべ たもつ、1908年6月21日 - 1973年1月26日）は、日本史学者。
1932年東京帝国大学文学部国史学科卒。源平抗争史を専門とし、明治大学文学部教授を務めた。

## 著書
- 日本中世思潮芸術 三笠書房 1939（日本歴史全書）
- 日本中世史 遠藤元男共著 三笠書房 1939（日本歴史全書）
- 源平抗争史 白揚社 1940（日本歴史文庫）
- 日本の政治 高橋しん一共著 蛍雪書院 1940（歴史学叢書 日本研究篇 2）
- 古事記の話 湘風会 1940
- 源平ものがたり 実業之日本社 1955（お話博物館 ; 6年生）
- 源氏と平氏 至文堂 1955（日本歴史新書）
- 日本史の流れをたずねて 講談社 1958
- 北条政子（人物叢書）吉川弘文館 1961、新装版　1985 ISBN	9784642050029、オンデマンド版 2021 ISBN 9784642750028
- 鎌倉 至文堂 1962（日本歴史新書）
- 平家一門（編）人物往来社 1964
- 源家三代 人物往来社 1964
- 維新前十年 明治への苦悶 人物往来社 1965
- 源義経（人物叢書）吉川弘文館 1966、新装版 1986 ISBN 9784642050425
- 奈良のみやこ 飛鳥・奈良時代（日本の歴史 2）ポプラ社 1968
- 平安京と貴族 平安時代（日本の歴史 3）ポプラ社 1968